# Ferdinando Sigismondo Delamonce
Ferdinando Sigismondo Delamonce, in francese Ferdinand-Sigismond (Monaco di Baviera, 1678 – Lione, 1753), fu un architetto francese del XVIII secolo.
Era figlio dell'architetto Jean Delamonce.

## Biografia
Lavorò con il padre fino alla di lui morte, avvenuta nel 1708.
Successivamente operò in Italia fra il 1715 ed il 1728, trasferendosi a Lione nel 1731. Diresse in questa città  i lavori della chiesa di San Bruno delle Certose fra il 1733 ed il 1737. Morì qui nel 1753.

## Opere

### Avignone
- La cappella degli Oratoriani

### Lione
- Casa dei Tolozan, su commessa di Louis Tolozan de Montfort, sita sull'omonima piazza, sotto la direzione di Soufflot.[1]
- La Chiesa di San Bruno delle Certose di Lione e la certosa
- La decorazione del coro della chiesa del collegio della Trinità
- La facciata della chiesa di San Giusto dei Maccabei.

## Progetti e disegni
- Piano della città di Lione  (1701), nell'atlante geografico contenente le carte delle province e Generalità d'Orléans, Tours [...] e del lionese, tomo IX della collezione del sig. Beaurain, geografo ordinario del Re.